# Malinese frank
De Malinese frank was tussen 1962 en 1984 de munteenheid van Mali. Hoewel het technisch onderverdeeld was in 100 centimes, werden er geen onderverdelingen uitgegeven.

## Geschiedenis
Tot 1962 gebruikte Mali de West-Afrikaanse CFA-frank. De Malinese frank werd dat jaar geïntroduceerd op gelijke voet met de CFA-frank, maar werd in 1967 ten opzichte daarvan gedevalueerd als gevolg van een grotere inflatie in het land dan in de CFA-frankzone. In 1984 nam Mali de CFA-frank opnieuw over, waarbij 2 Malinese frank = 1 CFA-frank.

### Wisselkoersen
- 1 juli 1962 tot 4 mei 1967: koppeling met de Franse frank (1 MLF = 0,02 FRF = 1 XOF).
- 5 mei 1967 tot 31 mei 1984: gedevalueerd met 50% (1 MLF = 0,01 FRF = 0,50 XOF) als gevolg van een grotere inflatie in Mali dan in landen die de CFA-frank gebruiken.

Op 1 juni 1984 nam Mali de CFA-frank, ter waarde van twee Malinese frank, opnieuw aan.

## Munten
In 1962 werden aluminium munten uitgegeven (gedateerd 1961) in coupures van 5, 10 en 25 frank. Een tweede uitgave van aluminium en nikkel-messing werd tussen 1975 en 1977 uitgegeven in coupures van aluminium 10, 25, nikkel-messing 50 en 100 frank.

## Bankbiljetten
Bankbiljetten gedateerd "22 SEPTEMBRE 1960" werden in 1962 uitgegeven door de Banque de la République du Mali (Bank van de Republiek Mali) in coupures van 50, 100, 500, 1.000 en 5.000 frank. Een tweede uitgave met nieuwe ontwerpen verscheen in 1967 in dezelfde coupures als de vorige serie. Na de omverwerping van president Modibo Keita op 19 november 1968 werd de Banque Centrale du Mali (Centrale Bank van Mali) opgericht, die de productie van bankbiljetten overnam met de introductie in 1971 van een derde serie bankbiljetten van 100, 500, 1000, 5000 en 10.000 frank.